# Bagard
 Bagard  es una población y comuna francesa, en la región de Languedoc-Rosellón, departamento de Gard, en el distrito de Alès y cantón de Anduze.

## Demografía
| 756 | 1025 | 1198 | 1523 | 1771 | 1970 |
| Para los censos de 1962 a 1999 la población legal corresponde a la población sin duplicidades (Fuente: INSEE [Consultar]) |      |      |      |      |      |